# Каган (місто)
Кага́н (Каґан; узб. Kogon; до 1935 року — Нова Бухара) — місто обласного підпорядкування в Узбекистані, центр Каганського району Бухарської області.
Населення 48 054 мешканці (перепис 1989).
Місто розташоване в Бухарській оазі. Вузол залізничних ліній на Ташкент, Туркменбаші, Душанбе і Бухару. Бавовноочисний, маслоробний та ін. заводи.
Статус міста з 1929 року.
| Узбекистан | Це незавершена стаття з географії Узбекистану. Ви можете допомогти проєкту, виправивши або дописавши її. |